# Ynglingesaga
Ynglingesaga er den indledende del af Heimskringla tilskrevet Snorri Sturluson (Snorre Sturlason). Sagaens kongerække indledes med Odin og Frej, som af forfatteren betragtes som historiske personer. I den forbindelse fortælles historien om krigen mellem aser og vaner og  freden, hvor Høner og Mimer udveksles som gidsler med Njord, Frej og Kvaser.
Ynglingesaga bygger blandt andet på kvadet Ynglingatal om ynglingeættens konger.